# Liste over kommissærer af Nunavut
Dette er en liste over Kommissærer i Nunavut, Canada, siden posten blev oprettet i 1999. Siden 12. maj 2010 har Edna Elias haft posten.

## Historie
Den første kommissær blev udpeget efter Nunavut blev udskilt fra Northwest Territories i 1999. Ligesom de andre territoriale kommissærer, bliver kommissæren udpeget af den canadiske regering som deres repræsentant i området.
| # | Navn                       | Periode   |
| - | -------------------------- | --------- |
| 1 | Helen Mamayaok Maksagak    | 1999-2000 |
| 2 | Peter Irniq                | 2000-2005 |
| 3 | Ann Meekitjuk Hanson       | 2005-2010 |
| - | Nellie Kusugak (stedfort.) | 2010      |
| 4 | Edna Elias                 | 2010-     |

## Levende tidligere kommissærer
- Peter Irniq
- Ann Meekitjuk Hanson
- Nellie Kusugak

## Embede
Kommissær svarer til det samme som en guvernør i en canadisk provins, og er dermed ikke dronningens repræsentant i territoriet.